# Nederlandse kampioenschappen schaatsen afstanden 2010 - 3000 meter vrouwen
De 3000 meter vrouwen op de Nederlandse kampioenschappen schaatsen afstanden 2010 werd gehouden op zaterdag 31 oktober 2009.
Wereldbeker
Het kampioenschap gold tevens als kwalificatie voor de eerste wedstrijden voor de Wereldbeker schaatsen 2009/10. Er waren vijf plaatsen te verdelen op deze afstand.

## Statistieken

### Uitslag
| #      | Schaatser              | Tijd       |
| ------ | ---------------------- | ---------- |
| Goud   | Ireen Wüst             | 4.11,52    |
| Zilver | Renate Groenewold      | 4.12,46    |
| Brons  | Diane Valkenburg       | 4.13,29    |
| 4      | Moniek Kleinsman       | 4.13,78    |
| 5      | Annouk van der Weijden | 4.15,25    |
| 6      | Gretha Smit            | 4.15,57    |
| 7      | Yvonne Nauta           | 4.16,18 PR |
| 8      | Elma de Vries          | 4.16,79    |
| 9      | Paulien van Deutekom   | 4.17,52    |
| 10     | Jorien Voorhuis        | 4.18,14    |
| 11     | Linda Bouwens          | 4.18,26    |
| 12     | Marrit Leenstra        | 4.18,47    |
| 13     | Janneke Ensing         | 4.19,09    |
| 14     | Marja Vis              | 4.20,97    |
| 15     | Linda de Vries         | 4.21,35 PR |
| 16     | Rixt Meijer            | 4.21,42    |
| 17     | Carlijn Achtereekte    | 4.23,01 PR |
| 18     | Irene Schouten         | 4.24,09    |
| 19     | Marije Joling          | 4.24,54    |
| 20     | Lisanne Soemanta       | Diskw.     |

### Loting
| Rit | Binnenbaan             | Buitenbaan          |
| --- | ---------------------- | ------------------- |
| 1   | Marije Joling          | Carlijn Achtereekte |
| 2   | Irene Schouten         | Linda de Vries      |
| 3   | Linda Bouwens          | Marja Vis           |
| 4   | Annouk van der Weijden | Janneke Ensing      |
| 5   | Yvonne Nauta           | Moniek Kleinsman    |
| 6   | Rixt Meijer            | Lisanne Soemanta    |
| 7   | Paulien van Deutekom   | Gretha Smit         |
| 8   | Elma de Vries          | Jorien Voorhuis     |
| 9   | Ireen Wüst             | Renate Groenewold   |
| 10  | Marrit Leenstra        | Diane Valkenburg    |

1987 · 
1988 · 
1989 · 
1990 · 
1991 · 
1992 · 
1993 · 
1994 · 
1995 · 
1996 · 
1997 · 
1998 · 
1999 · 
2000 · 
2001 · 
2002 · 
2003 · 
2004 · 
2005 · 
2006 · 
2007 · 
2008 · 
2009 · 
2010 · 
2011 · 
2012 · 
2013 · 
2014 · 
2015 · 
2016 · 
2017 · 
2018 · 
2019 · 
2020 · 
2021 · 
2022 · 
2023 · 
2024 · 
2025